# 卡尔·福塞尔
卡尔·福塞尔（瑞典語：Carl Forssell，1917年10月25日—2005年11月28日），瑞典男子击剑运动员。他曾代表瑞典参加1948年、1952年和1956年夏季奥林匹克运动会击剑比赛，共获得一枚银牌和一枚铜牌。